# Pals
Pals – gmina w Hiszpanii, w prowincji Girona, w Katalonii, o powierzchni 25,71 km². W 2011 roku gmina liczyła 2793 mieszkańców.
Jedno z najlepiej zachowanych średniowiecznych miast w Katalonii. Symbolem miasta jest wieża Torre de las Horas zbudowana między XI i XIII w. oraz kościół Iglesia de Sant Pere z X wieku. Duża część mieszkańców utrzymuje się z uprawy ryżu.